# Sematophyllum meiothecioides
Sematophyllum meiothecioides är en bladmossart som beskrevs av Brotherus 1925. Sematophyllum meiothecioides ingår i släktet Sematophyllum och familjen Sematophyllaceae. Inga underarter finns listade i Catalogue of Life.